# Rudolf Nébald
Rudolf Nébald (* 7. September 1952 in Budapest) ist ein ehemaliger ungarischer Säbelfechter.

## Erfolge
Rudolf Nébald nahm an den Olympischen Spielen 1980 in Moskau im Mannschaftswettbewerb teil. In diesem erreichte er mit der ungarischen Equipe das Halbfinale, in dem sie gegen die Sowjetunion mit 6:8 unterlag. Im Gefecht um Rang drei setzte sich Nébald anschließend mit Imre Gedővári, Pál Gerevich, Ferenc Hammang und seinem Bruder György Nébald gegen Polen mit 9:6 durch. Im Jahr darauf wurde er in Clermont-Ferrand mit der Mannschaft Weltmeister. 1982 gewann er in Mödling die Bronzemedaille bei den Europameisterschaften.